# Tiger Mountain (Washington)
Der Tiger Mountain ist ein Berg im King County im US-Bundesstaat Washington.

## Geographie
Der Berg hat sechs Gipfel im Zentrum der Issaquah Alps, die ein 13.500 Acres (55 km²) großes Dreieck zwischen der Interstate 90 (I-90) im Norden, der Issaquah-Hobart Road im Südwesten und der Washington State Route 18 (SR 18) im Südwesten bilden. Unmittelbar westlich liegt der Squak Mountain, gefolgt vom Cougar Mountain, im Süden liegen der Mc Donald und der Taylor Mountain sowie die Rattlesnake Ridge.
Der Tiger Mountain State Forest wurde 1981 gegründet. Das gesamte Issaquah-Plateau im Nordwesten des State Forest wurde 1989 als Naturschutzgebiet ausgewiesen (West Tiger Mountain Natural Resources Conservation Area), welches über einen großen Einstiegspunkt an der Abfahrt 20 der I-90 zugänglich ist.
Der meist überfüllte Trail führt zum kahlen Gipfel des West Tiger #3, der eine Panoramasicht auf Seattle und Orte im Süden und Osten bietet. Der Rundweg ist 6,2 mi (10 km) lang und überwindet etwa 2.000 ft (ca. 610 m) an Höhenunterschieden. Die nahegelegenen Gipfel West Tiger #2 und West Tiger #1 bieten im Prinzip dieselbe Aussicht mit einigen Einschränkungen.
Poo Poo Point, eine Schulter des West Tiger Mountain, ist ein kahler Grat an der Westseite des Tiger Mountain. Der Punkt ist nach den Geräuschen der Dampfpfeifen benannt, die einst die Signale für die Holzfäller gaben. Er ist ein beliebter Aufenthaltsort für Paragleiter und Gleitschirmflieger. Er liegt am Chirico Trail, welcher an der Landezone der Gleitschirmflieger in einem der Issaquah-Hobart Road benachbarten Feld beginnt, und ist außerdem über den High School Trail, welcher an der 2nd Avenue gleich südlich der Issaquah High School beginnt, zu erreichen. Viele Menschen fliegen (wetterabhängig) das ganze Jahr über; einige von ihnen haben bereits Flüge quer durchs Land mit mehr als 75 mi (121 km) Länge absolviert.
Die SR 18 verläuft zwischen dem Tiger und dem Taylor Mountain, wobei sie bis zu 1.375 ft (419 m) Höhe erreicht. Diese Strecke heißt in den lokalen Verkehrsnachrichten allgemein "Tiger Mountain Summit". Ein Trail bietet Zugang zum South Tiger Mountain mit beschränkten Aussichten, zum Middle Tiger Mountain mit Blick in einem 45-Grad-Fenster auf die Cedar Hills Landfill sowie zum East Tiger Mountain mit einer Panoramasicht südwärts auf den Mount Rainier.
Viele Trails am Tiger Mountain sind breit angelegt mit sehr sanften Anstiegen, weil sie auf den Überresten der Holzfällerbahnen aus den 1920er Jahren angelegt wurden, lange nachdem die Schienen und Schwellen während der Großen Depression zurückgebaut wurden. Nahe dem Middle Tiger Mountain befindet sich der Ort eines schweren Eisenbahnunfalls von 1924, von dem noch Reste in Form von Wagen-Wracks zu sehen sind.
Im abgelegensten Teil des Waldes, entspringt der 15 Mile Creek zwischen East und West Tiger Mountain. Der Bach grub einen Miniatur-„Grand Canyon“ durch den anstehenden Sandstein.
Ein Großteil des Tiger Mountain gehört dem Washington State Department of Natural Resources und wird auch von diesem gemanagt.

## Sendeeinrichtungen

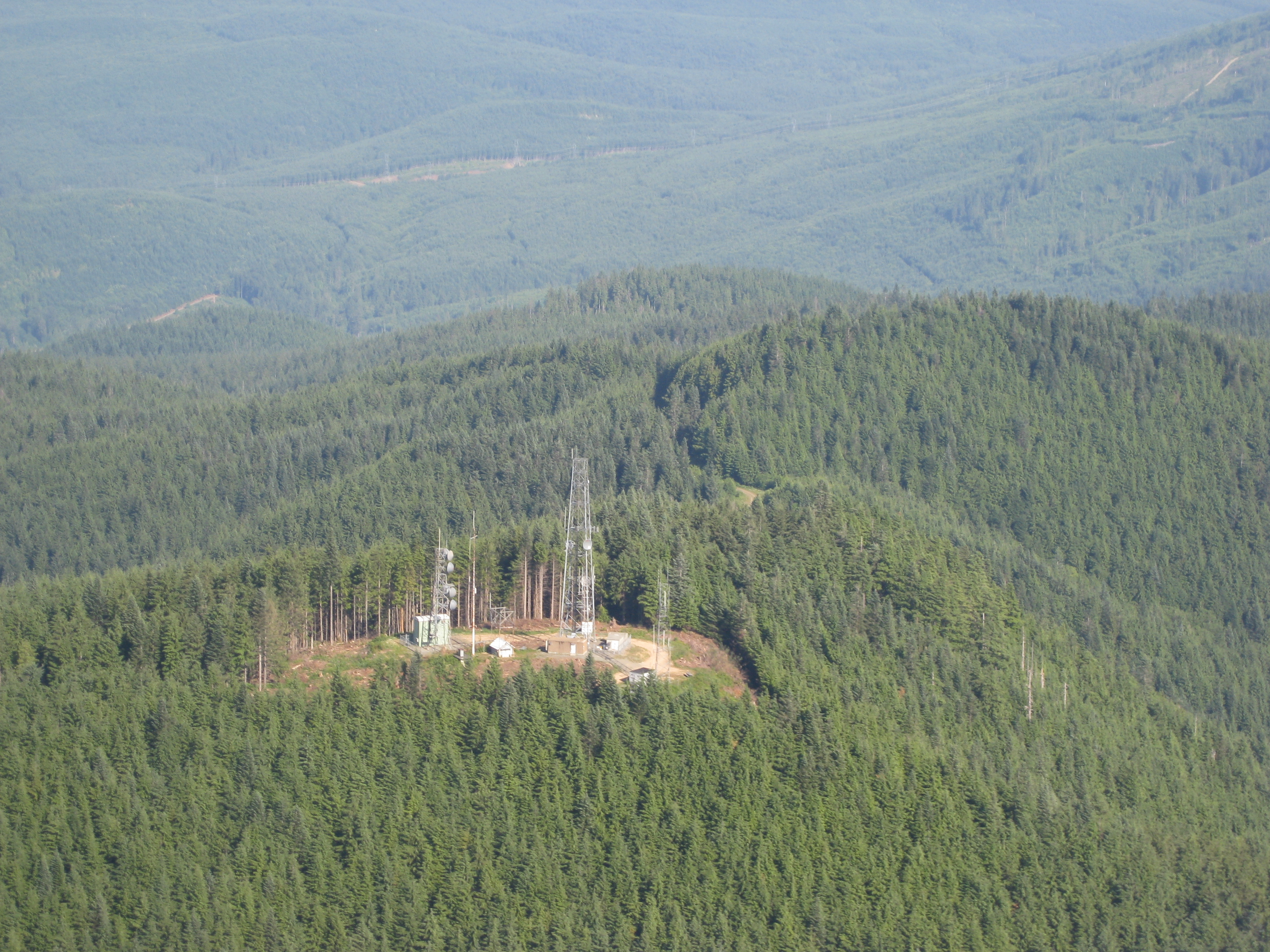
Luftbild der Sendeanlagen auf dem Tiger Mountain

Einige Radio-Stationen aus Seattle betreiben auf dem westlichen Tiger Mountain Transmitter-Stationen:
- KNKX 88.5
- KQMV 92.5
- KSWD 94.1
- KJAQ 96.5
- KIRO-FM 97.3
- KING-FM 98.1
- KNUC 98.9
- KISW 99.9
- KKWF 100.7
- KZOK-FM 102.5
- KHTP 103.7
- KBKS-FM 106.1
- KNDD 107.7